# 竹本弘一
竹本 弘一（たけもと こういち、1928年6月1日 - 1993年3月18日）は、映画・テレビドラマ作品の監督・演出家。和歌山県出身。

## 来歴・人物
東映映画撮影所で数々の映画作品に助監督として携わったが、当時の映画業界は斜陽を迎えていたため監督への昇進は叶わず、テレビの世界に活路を求めた。1966年、38歳の時に『悪魔くん』で監督デビューを果たす。以降は主に、東映のテレビ作品で辣腕を振るい『キイハンター』・『プレイガール』・『バーディー大作戦』などの大人向けアクション作品を演出する。他にも『仮面ライダー』・『秘密戦隊ゴレンジャー』など多くのキャラクター作品を演出し、幅広く活躍した。
長年活動を続けた東映を離れた後、大映テレビに移籍する。こちらでも数々の名作「大映ドラマ」を手掛けた。主な代表作に『不良少女とよばれて』・『スタア誕生』・『ヤヌスの鏡』などがある。
1987年制作の『アリエスの乙女たち』が最後の監督作品となった。
1993年3月18日に死去、64歳没。

## エピソード
- 『仮面ライダー』（仮面ライダーシリーズ）と『秘密戦隊ゴレンジャー』（スーパー戦隊シリーズ）という東映が誇る、2大ヒーローシリーズのパイロットを手掛けた人物でもある。
  - 『仮面ライダー』では導入部の第1話・第3話を担当し、怪奇ムード溢れる初期のイメージを決定付けた[1]。予算不足でレール撮影が出来なかった第1話「怪奇蜘蛛男」の疾走シーンでは、細かいカットを連続して繋ぐことで斬新奇抜な怪人のアクションを表現してみせた[1]。東映生田スタジオ所長の内田有作は、竹本がパイロットを担当した理由について、当時『キイハンター』の演出で活躍していた竹本を起用することで、東映が本気であることを毎日放送側に示す意図があったと証言している[1][2]。毎日放送も竹本の手腕を評価し、その後の会議で竹本の再登板を度々要望した[1]。
  - 『ゴレンジャー』を担当した東映プロデューサーの吉川進によると、竹本は陸軍士官学校の卒業生であることから、若い出演者による同作品のミリタリー要素に太い骨を与えていたと述べている[5]。スーパー戦隊シリーズは『ゴレンジャー』以降『太陽戦隊サンバルカン』まで、5作品連続でパイロットを担当している。
- 前述の戦隊シリーズ5作品に加え、戦隊シリーズ中断期の制作である『透明ドリちゃん』・『スパイダーマン (東映)』でもメイン監督として技量を発揮し、東映のキャラクター作品に力を注いだ。
- 『電子戦隊デンジマン』にレギュラー出演した小泉あきらの芸名は、竹本と吉川が命名した。小泉によると撮影現場では、竹本にいつも褒められてばかりでやり易かったという[6]。プロデューサーの吉川によると、竹本はオーディションの面談で小泉に会って一目見た時から気に入ってしまい、撮影外でも細かく面倒を見ていたという[7]。
- 『仮面ライダー』に主演した藤岡弘、は竹本について初対面の時に多弁ではなかったが、包容力がある人物という印象を抱いたという[8]。
- 『仮面ライダー』や『秘密戦隊ゴレンジャー』に参加した監督の田口勝彦は、竹本について「ロケハンが嫌いだった」と証言しており、場所に関わらず自身の絵に出来るという自信の現れだったのではないかと推測している[1]。
- 書籍『秘密戦隊ゴレンジャー大全集』のインタビューにおいて「スパイアクション系より、青春・純情系が好み」と語っていた[4][1]。また児童番組について「子供に馬鹿にされるような仕事をしてはならない」という旨も語っていた[4][1]。
- 演出面ではカット数が多いのが特徴である[4]。これについて竹本は「カット数は、多い方が良い意味で視聴者を騙せる」と述べている[4]。
- 『キイハンター』『刑事くん』『秘密戦隊ゴレンジャー』などで竹本と組んだ宮内洋の著書[要文献特定詳細情報]によると、竹本は士官上がりで「カニ」が大好物であったとのこと。
- 竹本の逝去後に生前の功績を讃え、竹本監督を送る会が催された。

## 監督

### テレビドラマ

#### 東映時代
- 悪魔くん
- キャプテンウルトラ
- ジャイアントロボ
- ローンウルフ 一匹狼
- キイハンター
- フラワーアクション009ノ1
- プレイガールシリーズ
- 日本剣客伝
- 怪盗ラレロ
- ブラックチェンバー
- 江戸川乱歩シリーズ 明智小五郎
- 仮面ライダー
- 刑事くんシリーズ
- アイフル大作戦
- ザ・ボディガード
- バーディー大作戦
- ザ★ゴリラ7
- スーパー戦隊シリーズ
  - 秘密戦隊ゴレンジャー
  - ジャッカー電撃隊
  - バトルフィーバーJ
  - 電子戦隊デンジマン
  - 太陽戦隊サンバルカン
- 新宿警察
- 燃える捜査網
- Gメン'75
- 宇宙鉄人キョーダイン
- ロボット110番
- 透明ドリちゃん
- スパイダーマン
- 警視庁殺人課
- ハウスこども傑作劇場

#### 大映テレビ時代
- 噂の刑事トミーとマツ
- 婦警さんは魔女
- 高校聖夫婦
- 少女が大人になる時 その細き道
- 不良少女とよばれて
- 青い瞳の聖ライフ
- スタア誕生
- ヤヌスの鏡
- 花嫁衣裳は誰が着る
- このこ誰の子?
- アリエスの乙女たち

以下は単発作品
- 現代鬼婆考・殺愛
- 特急さくら殺人事件 死体蒸発の謎! 東のハコネ西のセノハチとは?
- 下り特急「富士」殺人事件（下り特急富士殺人事件） ラブ・トレインに消えた死体
- 松本清張の突風 危険が匂うその風になぜ人妻は身を任す?

※その他2時間ドラマの監督作品あり。

### 映画
- 宇宙鉄人キョーダイン（1976年、東映まんがまつり）
- スパイダーマン（1978年、東映まんがまつり）
- 電子戦隊デンジマン（1980年、東映まんがまつり）
- 君のふるさとに太陽がのぼった